# Кашаево (Мордовия)
Кашаево — село в Инсарском районе Республики Мордовия. Входит в состав Сиалеевско-Пятинского сельского поселения.

## География
Находится на реке Исса. Расстояние до сельского центра — 4,8 км, а до районного — 17 км. Село связана грунтовыми и шоссейными дорогами с селом Сиалеевская Пятина, а также с селом Новотрёхсвятское и Губарево.

## Название
Название-антропоним: Кашаевы были владельцами населённого пункта. Это подтверждается «Выписью с темниковских отказных книг 1682 года», данной воеводой А. М. Блохиным стольнику Ивану Кашаеву на владение землею и крестьянами, принадлежавшими ранее Мирону Еникееву. Второе название — Дмитриевское дано по названию храмового праздника.

## История
Село возникло во второй половине XVII века на землях новокрещена служилого татарского мурзы Мирона Еникеева; с 1682 года новым владельцем стал стольник Иван Кашаев. К середине XIX века Кашаево оставалось незначительным поселением в 83 двора, в начале XX века — 770 человек вместе с приписной деревней Стефановка. Тем не менее, с 1781 года в селе имелся храм, деревянный, двухпрестольный: в холодной (летней) части во имя великомученика Димитрия Солунского (отсюда второе название села), в теплой (зимней) — во имя великомученицы Варвары. В советское время храм был уничтожен. Приход не восстановлен по причине значительного сокращения населения.

## Население
| 1989 | 2002 | 2010 |
| ---- | ---- | ---- |
| 129  | ↘92  | ↘72  |

Национальный состав
Согласно результатам переписи 2002 года, в национальной структуре населения русские составляли 98 %.

## Инфраструктура
В селе отсутствует регулярное транспортное сообщение, магазинов нет.

## Достопримечательности
- Развалины Дмитриевского храма — руины деревянного храма, построенного в 1781 году. Был частично уничтожен при советской власти.